# Campionato lettone di scacchi
Il Campionato lettone di scacchi (Latvijas čempionāts šahā) si svolge in Lettonia dal 1924 per determinare il campione nazionale di scacchi. 
Nel giugno del 1940 la Lettonia fu occupata dalla Germania nazista e verso la fine della seconda guerra mondiale fu annessa all'Unione Sovietica. Fino al 1991, anno in cui riacquistò l'indipendenza, si svolse il campionato della Repubblica Socialista Sovietica Lettone.

## Vincitori
| Anno    | Città                  | Vincitore                             | Campionessa femminile            |
| ------- | ---------------------- | ------------------------------------- | -------------------------------- |
| 1924    | Riga                   | Hermanis Matisons                     |                                  |
| 1926-27 | Riga                   | Fricis Apšenieks                      |                                  |
| 1930-31 | Riga                   | Vladimirs Petrovs                     |                                  |
| 1932    | Jelgava                | Movsas Feigins                        |                                  |
| 1934    | Riga                   | Fricis Apšenieks                      |                                  |
| 1935    | Riga                   | Vladimirs Petrovs                     |                                  |
| 1937    | Riga                   | Vladimirs Petrovs                     | Milda Lauberte                   |
| 1938-39 | Riga                   | Vladimirs Petrovs                     | Elise Vogel                      |
| 1941    | Riga                   | Alexander Koblencs                    | Marta Krūmiņa                    |
| 1943    | Riga                   | Igors Ždanovs                         | Milda Lauberte                   |
| 1944    | Udelnaya               | Voldemārs Mežgailis                   |                                  |
| 1945    | Riga                   | Alexander Koblencs                    |                                  |
| 1946    | Riga                   | Alexander Koblencs                    |                                  |
| 1947    | Riga [1]               | Zigfrīds Solmanis                     |                                  |
| 1948    | Riga                   | Augusts Strautmanis                   | Milda Lauberte                   |
| 1949    | Riga                   | Alexander Koblencs [2]                | Milda Lauberte                   |
| 1950    | Riga                   | Voldemārs Mežgailis                   | Milda Lauberte                   |
| 1951    | Riga [3]               | Mark Pasman                           | Milda Lauberte                   |
| 1952    | Riga                   | Jānis Kļaviņš                         | Milda Lauberte                   |
| 1953    | Riga                   | Michail Tal'                          | Milda Lauberte                   |
| 1954    | Riga                   | Jānis Klovāns                         | Milda Lauberte                   |
| 1955    | Riga                   | Aivars Gipslis                        | Milda Lauberte                   |
| 1956    | Riga                   | Aivars Gipslis                        | Milda Lauberte                   |
| 1957    | Riga                   | Aivars Gipslis                        | Milda Lauberte                   |
| 1958    | Riga                   | Israel Zilber                         | Zara Nakhimovekaya               |
| 1959    | Riga                   | Kārlis Klāsups                        | Zara Nakhimovekaya               |
| 1960    | Riga                   | Aivars Gipslis                        | Milda Lauberte                   |
| 1961    | Riga                   | Aivars Gipslis                        | Zara Nakhimovekaya               |
| 1962    | Riga                   | Jānis Klovāns                         | Zara Nakhimovekaya               |
| 1963    | Riga                   | Aivars Gipslis                        | Astra Klovāne                    |
| 1964    | Riga                   | Aivars Gipslis                        | Astra Klovāne                    |
| 1965    | Riga                   | Michail Tal'                          | Astra Klovāne                    |
| 1966    | Riga                   | Aivars Gipslis                        | Benita Vēja                      |
| 1967    | Riga                   | Jānis Klovāns                         | Vija Rožlapa                     |
| 1968    | Riga                   | Jānis Klovāns                         | Sarma Sedleniece                 |
| 1969    | Riga                   | Anatolijs Šmits                       | Astra Klovāne                    |
| 1970    | Riga                   | Jānis Klovāns                         | Astra Klovāne                    |
| 1971    | Riga                   | Jānis Klovāns                         | Vija Rožlapa                     |
| 1972    | Riga                   | Lev Gutman                            | Vija Rožlapa                     |
| 1973    | Daugavpils(V), Riga(C) | Alvis Vitolinš                        | Tamara Vilerte, Ingrīda Priedīte |
| 1974    | Riga                   | Juzefs Petkēvičs Vladimir Kirpičnikov | Vija Rožlapa                     |
| 1975    | Riga                   | Jānis Klovāns Anatolijs Šmits         | Astra Goldmane                   |
| 1976    | Riga                   | Alvis Vitolinš                        | Ilze Rubene                      |
| 1977    | Riga                   | Alvis Vitolinš                        | Astra Klovāne                    |
| 1978    | Riga                   | Alvis Vitolinš                        | Astra Klovāne                    |
| 1979    | Riga                   | Jānis Klovāns                         | Ingrīda Priedīte                 |
| 1980    | Riga                   | Valērijs Žuravlovs                    | Tatjana Voronova                 |
| 1981    | Riga                   | Aleksander Wojtkiewicz                | Astra Goldmane                   |
| 1982    | Riga (V), Jürmala (C)  | Alvis Vitolinš                        | Anda Šafranska                   |
| 1983    | Riga                   | Alvis Vitolinš                        | Astra Goldmane                   |
| 1984    | Riga                   | Edvins Kengis                         | Anda Šafranska                   |
| 1985    | Riga                   | Alvis Vitolinš Juzefs Petkēvičs       | Tatjana Voronova                 |
| 1986    | Riga                   | Jānis Klovāns Alvis Vitolinš          | Tatjana Voronova                 |
| 1987    | Riga                   | Edvins Kengis                         | Tatjana Voronova                 |
| 1988    | Riga                   | Edvins Kengis                         | Natālija Jerjomina               |
| 1989    | Riga                   | Edvins Kengis                         | Ingūna Erneste                   |
| 1990    | Riga                   | Edvins Kengis                         | Anda Šafranska                   |
| 1991    | Riga                   | Normunds Miezis                       | Anda Šafranska                   |
| 1992    | Riga                   | Valērijs Žuravlovs                    | Anna Hahn                        |
| 1993    | Riga                   | Zigurds Lanka                         | Anda Šafranska                   |
| 1994    | Riga                   | Valērijs Žuravlovs                    | Anda Šafranska                   |
| 1995    | Riga                   | Igors Rausis                          | Ilze Rubene                      |
| 1996    | Riga                   | Daniel Fridman                        | Anda Šafranska                   |
| 1997    | Riga                   | Edvins Kengis                         | Anda Šafranska                   |
| 1998    | Riga                   | Māris Krakops                         | Dana Reizniece                   |
| 1999    | Riga                   | Arturs Neikšāns                       | Dana Reizniece                   |
| 2000    | Riga                   | Viesturs Meijers                      | Dana Reizniece                   |
| 2001    | Riga                   | Guntars Antoms                        | Dana Reizniece                   |
| 2002    | Riga                   | Ilmārs Starostīts                     | Ingūna Erneste                   |
| 2003    | Riga                   | Evgenij Svešnikov                     | Laura Rogule                     |
| 2004    | Riga                   | Edvins Kengis                         | Ilze Bērziņa                     |
| 2005    | Riga                   | Edvins Kengis                         | Laura Rogule                     |
| 2006    | Riga                   | Normunds Miezis                       | Laura Rogule                     |
| 2008    | Mežezers               | Evgenij Svešnikov                     | Ilze Bērziņa                     |
| 2009    | Mežezers               | Vitālijs Samoļins                     | Laura Rogule                     |
| 2010    | Mežezers               | Evgenij Svešnikov                     | Laura Rogule                     |
| 2011    | Mežezers               | Arturs Neikšāns                       | Laura Rogule                     |
| 2012    | Riga                   | Vitālijs Samoļins                     | Ilze Bērziņa                     |
| 2013    | Riga                   | Ihor Kovalenko                        | Laura Rogule                     |
| 2014    | Riga                   | Ihor Kovalenko                        | Katrina Šķįņķe                   |
| 2015    | Riga                   | Arturs Neikšāns                       | Laura Rogule                     |
| 2016    | Riga                   | Vladimir Svešnikov                    | Laura Rogule                     |
| 2017    | Riga                   | Arturs Bernotas                       | Linda Krūmiŗa                    |
| 2018    | Riga                   | Nikita Meshkovs                       | Elizabete Limanovska             |
| 2019    | Riga                   | Arturs Neikšāns                       | Ilze Bērziņa                     |
| 2020    | Riga                   | Zigurds Lanka                         | Laura Rogule                     |
| 2021    | Riga                   | Rolands Bērziņš                       | Laura Rogule                     |
| 2022    | Riga                   | Ilmārs Starostīts                     | Laura Rogule                     |
| 2023    | Riga                   | Toms Kantāns                          | Laura Rogule                     |
| 2024    | Riga                   | Guntis Jankovskis                     | Ilze Bērziņa                     |
| 2025    | Riga                   | Arturs Neikšāns                       | Marija Kuznecova                 |

## Campioni di scacchi per corrispondenza
1. Igors Ždanovs (1958-1959)
2. Jānis Ūdris (1959-1960)
3. Mikelis Mickēvičs (1961-1962)
4. Peteris Šadurkis (1962-1963)
5. Genadijs Kuzmičovs (1965-1966)
6. Nikolajs Žuravlevs (1968-1969)
7. Janis Vitomskis (1970-1971)
8. Janis Vitomskis (1971-1972)
9. Edvins Vitlinš (1973-1974)
10. Nikolajs Žuravlevs (1975-1977)
11. Juris Markauss (1977-1980)
12. Juris Saksis (1980-1982)
13. Gunars Himlers (1983-1984)
14. Fjodors Feldmuss (1985-1986)
15. Fjodors Feldmuss (1987-1988)
16. Imants Abolinš (1989-1991)
17. Uldis Rinkis (1991-1993)
18. Alvars Skuja (1993-1995)
19. Talis Viksna (1996-1997)
20. Ilmars Graudinš (1997-1999)
21. Alvars Skuja (1999-2001)
22. Peteris Factovičs (2001-2003)
23. Ilmars Graudinš (2003-2005)
24. Raivo Dzenis (2004-2006)  [4]
25. Vladimirs Istlajevs (2006-2008)  [5]
26. Maigonis Avotinš (2005-2009)  [6]
27. Leonids Borisovs (2007-2010)  [7]
28. Sergejs Klimakous (2010-2012)  [8]
29. Nikolajs Limanskis (2011-2013)  [9]
30. Nikolajs Limanskis (2013-2015)  [10]
31. Ilmars Graudinš (2016-2017)  [11]
32. Donalds Ābolinš-Ābols (2018-2019)  [12]
33. Ilmars Graudinš (2020-2021)  [13]